# Geneviève de Galard
Geneviève de Galard (Parigi, 13 aprile 1925 – Tolosa, 30 maggio 2024) è stata un'infermiera francese, che ricevette l'appellativo di "Angelo di Điện Biên Phủ" durante la guerra d'Indocina.

## Biografia
Geneviève de Galard nacque a Parigi in una ricca famiglia aristocratica. La Seconda guerra mondiale costrinse la sua famiglia a trasferirsi da Parigi a Tolosa.
Geneviève superò l'esame di stato per diventare infermiera e, in seguito, si arruolò come infermiera volontaria nell'Aviazione francese. Su sua specifica richiesta fu assegnata all'Indocina francese dove arrivò nel maggio 1953, proprio durante il culmine della guerra fra l'esercito francese e il Vietminh.
Fu stanziata ad Hanoi dove partecipò ai voli per l'evacuazione dei feriti da Pleiku. Dal gennaio 1954 si occupò dei voli per l'evacuazione dei feriti dalla Battaglia di Dien Bien Phu prendendo parte a più di 40 missioni di recupero. I suoi primi pazienti furono principalmente soldati ammalati, ma dopo la metà di marzo la maggioranza fu costituita da feriti in battaglia. A volte gli aerei della Croce Rossa furono costretti ad atterrare sotto il fuoco dell'artiglieria Vietminh.
Il 27 marzo 1954, quando un C-47 della Croce Rossa con la Galard a bordo tentò di atterrare di notte sulla corta pista di atterraggio di Điện Biên Phủ si danneggiò seriamente. L'aereo non poté essere riparato nel bel mezzo della pista cosicché il giorno dopo l'artiglieria Vietminh poté distruggerlo assieme alla pista di atterraggio.
Geneviève prestò quindi servizio in un ospedale da campo sotto il comando del dottor Paul Grauwin dove continuò il suo servizio volontario di infermiera. Sebbene gli uomini dello staff medico fossero inizialmente in apprensione - essendo ella la sola donna nella base - alla fine si occuparono di lei, preparandole anche una uniforme improvvisata con pantaloni, scarpe da basket e una t-shirt. Galard fece del suo meglio nonostante dovesse lavorare in condizioni igieniche estremamente precarie, confortando coloro che erano in punto di morte e cercando di mantenere alto il morale nonostante il crescente numero di vittime. Molti uomini, in seguito, si complimentarono per i suoi sforzi.
L'esercito francese a Điện Biên Phủ capitolò il 7 maggio. I combattenti del Vietminh consentirono alla Galard e allo staff medico di continuare a prendersi cura dei loro feriti. La Galard rifiutò sempre ogni genere di collaborazione da parte loro. Quando alcuni dei Vietminh cominciarono a razziare le medicine, lei ne nascose alcune nei letti.
Il 24 maggio, Genevieve de Galard fu evacuata ad Hanoi, parzialmente contro la sua volontà.
Per l'eroismo dimostrato in quei terribili giorni, ricevette dal Colonnello Christian de Castries la Croix de guerre con palme e la Croce di cavaliere della Legione d'Onore.
Si sposò nel 1956 con il capitano Jean de Heaulme de Boutsocq con cui ebbe tre figli, stabilendosi successivamente a Parigi.
Morì a Tolosa il 30 maggio 2024 all'età di 99 anni.